# 傑羅姆 (佛羅里達州)
傑羅姆（英語：Jerome）是位於美國佛羅里達州科利爾縣的一個非建制地區。該地的面積和人口皆未知。

## 地理
傑羅姆的座標為25°59′48″N 81°20′48″W / 25.99667°N 81.34667°W，而該地的平均海拔高度為3米（即10英尺）。